# Italijanski evrokovanci
Italijanski evrokovanci imajo različen motiv na vsakem od osmih kovancev različnih vrednosti, vendar vsi motivi sodijo v tematiko umetnostnih stvaritev. Vsakega od motivov je izoblikoval drug oblikovalec. Na vseh kovancih je upodobljenih tudi 12 zvezd, ki simbolizirajo Evropsko skupnost, leto kovanja in prekrivajoči črki RI, ki predstavljata kratico za Repubblica Italiana (Republika Italija). Najnižja letnica, s katero so datirani italijanski evrokovanci, je 2002, čeravno so bili nekateri nakovani že prej in sproščeni v obtok decembra 2001. 
Izbiro o motivih na evrokovancih so Italijani prepustili ljudstvu; po televiziji je potekalo glasovanje za motive na kovancih. Le motiv za 1 evro je bil izbran že vnaprej; določil ga je bivši italijanski predsednik Carlo Azeglio Ciampi. 

## Podoba italijanskih evrokovancev
| Italijanski evrokovanci – zadnja stran           | Italijanski evrokovanci – zadnja stran                                                | Italijanski evrokovanci – zadnja stran                                        |
| 0,01 €                                           | 0,02 €                                                                                | 0,05 €                                                                        |
| ------------------------------------------------ | ------------------------------------------------------------------------------------- | ----------------------------------------------------------------------------- |
|                                                  |                                                                                       |                                                                               |
| Castel del Monte, grad iz 13. stoletja v Apuliji | Mole Antonelliana, stolp, ki simbolizira mesto Torino                                 | Kolosej                                                                       |
| 0,1 €                                            | 0,2 €                                                                                 | 0,5 €                                                                         |
|                                                  |                                                                                       |                                                                               |
| Slika Rojstvo Venere (Sandro Botticelli)         | Futurističen kip Edinstvene oblike napredovanja v prostoru (Umberto Boccioni)         | Konjeniški kip Marka Avrelija na Michelangelovi risbi Kapitolskega trg v Rimu |
| 1 €                                              | 2 €                                                                                   | Rob kovanca za 2 €                                                            |
|                                                  |                                                                                       | 12 zvezd med številkami 2                                                     |
| Vitruvijev človek (Leonardo da Vinci)            | Portret Danteja Aligherija iz freske Prerekanje o svetem zakramentu (Raffaello Santi) |                                                                               |
|                                                  |                                                                                       |                                                                               |